# Liczba oktanowa

Cząsteczka izooktanu

Liczba oktanowa, LO – liczba określająca odporność na niekontrolowany samozapłon paliwa silnikowego do silników z zapłonem iskrowym, który może powodować jego spalanie stukowe (detonacyjne). Dokładna wartość liczby oktanowej jest równa procentom objętościowym zawartości izooktanu (2,2,4-trimetylopentanu) w takiej mieszaninie izooktanu i n-heptanu, która wywołuje identyczną liczbę stuków w silniku testowym jak analizowane paliwo.

## Praktyczne znaczenie liczby oktanowej
Paliwo napędza silnik poprzez spalanie się mieszanki paliwowo-powietrznej w jego cylindrach. Spalanie to przebiega w bardzo krótkich cyklach. W trakcie każdego cyklu zmieszana wcześniej z powietrzem benzyna musi ulec możliwie jak najbardziej całkowitemu spaleniu z określoną (dużą) szybkością.
Istotne jest, aby zapłon nastąpił w wyniku iskry od świecy zapłonowej. Jeśli dla danego silnika liczba oktanowa paliwa będzie za mała, to nastąpią lokalne samozapłony paliwa przed właściwym momentem początku spalania, czyli tzw. spalanie stukowe. Te lokalne samozapłony powodują powstanie przyrostów ciśnienia i generują powstawanie fal dźwiękowych, określanych jako stuki.
Stukanie może prowadzić do uszkodzenia silnika, szczególnie tłoków i komór spalania z zaworami. W mniejszym stopniu niekorzystnie działa na panewki, korbowody i wał korbowy. Proces spalania zależy od jego warunków, które zależą od konstrukcji silnika, ale jest też zależny od składu chemicznego paliwa.
Ze względu na to, że tendencja do spalania stukowego wzrasta wraz ze wzrostem ciśnienia występującego przed momentem zapłonu w cylindrze, im w silniku występuje narzucony konstrukcyjnie wyższy stopień sprężania, tym potrzebne jest wyżej oktanowe, a zatem zwykle droższe paliwo do jego napędzania. Z drugiej strony wzrost stopnia sprężania zwiększa sprawność i maksymalną moc silnika. Użycie w silniku o niskim stopniu sprężania paliwa wyżej-oktanowego, niż wymaga tego producent, nie powoduje wzrostu jego mocy, natomiast użycie paliwa o zbyt małej liczbie oktanowej dla danego silnika powoduje jego wyraźny spadek sprawności i może prowadzić też do jego uszkodzenia.

## Liczba oktanowa a skład paliwa
Paliwo składa się zasadniczo z węglowodorów alifatycznych o liczbie atomów węgla od 7 do 10-12. Analizując spalanie poszczególnych węglowodorów z tego zakresu, odkryto, że najlepiej spala się tzw. izooktan, a najgorzej n-heptan. Mieszając tylko te dwa węglowodory, można symulować zachowanie prawie wszystkich rodzajów benzyn.
Liczbę oktanową benzyn ustala się poprzez porównanie parametrów pracy specjalnego, testowego silnika zasilanego analizowaną benzyną i paliwem uzyskanym przez zmieszanie izooktanu i heptanu. Gdy analizowana benzyna działa tak jak czysty izooktan, przyjmuje się, że ma ona liczbę oktanową równą 100, gdy działa tak jak n-heptan, przyjmuje się, że ma ona tę liczbę równą 0. W pośrednich zakresach analizowana benzyna ma taką liczbę oktanową jak procentowa ilość izooktanu w paliwie, składającym się tylko z izooktanu i n-heptanu o takich samych własnościach.
W praktyce pomiar taki wykonuje się przy pomocy skalibrowanego silnika testowego, dla którego robi się raz wykres zależności liczby „stuków” na sekundę w funkcji składu mieszanki izooktan–heptan, a następnie wyznacza się liczbę oktanową testowanego paliwa.
Ze względu na to, że surowa benzyna po rafinacji i krakingu ma zbyt niską liczbę oktanową dodaje się do niej niewielkie ilości związków chemicznych zwanych środkami przeciwstukowymi, podnoszące w sztuczny sposób tę liczbę.

## RON, MON i DON
Na świecie istnieją dwie podstawowe normy na oznaczanie liczby oktanowej: RON (Research Octane Number) i MON (Motor Octane Number) – obie opierają się na tej samej zasadzie pomiaru, ale różnią się warunkami przeprowadzania testu. W obu przypadkach test przeprowadza się na jednocylindrowych silnikach o regulowanym stopniu sprężania. W czasie testu utrzymuje się stałe obroty silnika, stopniowo zwiększając stopień sprężania. W teście RON stosuje się 600 obrotów na minutę, a w MON 900. W związku z tym MON lepiej oddaje to, co się dzieje w silniku pracującym pod dużym obciążeniem, a RON lepiej dla silnika pracującego pod średnim i małym obciążeniem. Dla typowego paliwa pochodzącego z rafinacji ropy naftowej MON i RON różnią się nieznacznie (o ok. 1–2 oktany), jednak dla poszczególnych węglowodorów obecnych w mieszance różnice dochodzą do kilkunastu oktanów, co powoduje, że możliwa jest produkcja paliw, które mają duże różnice między obydwiema metodami pomiaru liczby oktanowej.
W Polsce, podobnie jak w całej Europie, obowiązuje norma oznaczania liczby oktanowej zbliżona do RON, natomiast w USA, Kanadzie, Australii i kilku innych krajach liczba oktanowa podawana jest według normy DON (roaD Octane Number), która jest równa {\displaystyle {\tfrac {\mathrm {RON} +\mathrm {MON} }{2}}} – współcześnie stosowana jest nazwa AKI (Anti-Knock Index). Według jednych źródeł wartości liczby oktanowej podawane w Europie i USA w praktyce różnią się nie więcej niż o wartość rzędu 1–2, zaś według innych wynoszą ok. 4–5
| Węglowodór         | RON | MON |
| ------------------ | --- | --- |
| n-heptan           | 0   | 0   |
| n-heksan           | 25  | 26  |
| pentan             | 62  | 67  |
| 2,2-dimetylopropan | 85  | 80  |
| 2-metylobutan      | 92  | 90  |
| 2,2-dimetylopentan | 93  | 96  |
| izooktan           | 100 | 100 |

## Nietypowe (< 0 lub > 100) liczby oktanowe
Istnieją liczby oktanowe mniejsze od 0 lub większe 100. Dotyczą one 3 różnych sytuacji (w każdej z nich interpretacja jest odmienna):
- substancji o większej skłonności do spalania stukowego od n-heptanu albo substancji o mniejszej skłonności do spalania stukowego od izooktanu;
- niektórych współczesnych mieszanek paliwowych stosowanych w motoryzacji;
- benzyn lotniczych.

Dla substancji o większej skłonności do spalania stukowego od n-heptanu albo substancji o mniejszej skłonności do spalania stukowego od izooktanu można wyznaczyć także liczby oktanowe odpowiednio mniejsze od 0 albo większe od 100. Najczęściej stosuje się pomiar RON lub MON dla mieszaniny złożonej z 10% lub 20% badanej substancji i odpowiednio 90% lub 80% mieszanki izooktanu z n-heptanem w proporcji 6:4 (liczba oktanowa 60), a następnie uzyskaną w ten sposób liczbę oktanową przelicza się metodą regresji liniowej dla 100% badanej substancji.
Przykładowe liczby oktanowe wyznaczone powyższą metodą dla niektórych substancji:
| Węglowodór       | RON | MON |
| ---------------- | --- | --- |
| n-tetradekan     | −90 | −99 |
| n-oktan          | −18 | −16 |
| toluen           | 124 | 112 |
| LNG              | 130 | 130 |
| cyklopentan      | 141 | 141 |
| m-ksylen         | 162 | 124 |
| dicyklopentadien | 229 | 167 |

W przypadku niektórych motoryzacyjnych mieszanek paliwowych czasami podawane są wartości minimalnie większe od 100. Dotyczy to w praktyce wartości RON. Liczby te wynikają z obliczeń uwzględniających zawartość poszczególnych substancji w mieszance i wartości ich liczb oktanowych – jeśli mieszanka zawiera dużą ilość substancji o liczbie oktanowej większej od 100, to takie obliczenia mogą przynieść wartość większą od 100 dla mieszanki.
W przypadku paliw lotniczych liczby oktanowe dotyczą niektórych paliw stosowanych w okresie II Wojny Światowej (obecnie stosowanych incydentalnie np. do samolotów historycznych). W przypadku takich paliw badano MON, porównując ją z mieszaninami testowymi złożynymi z czystego izooktanu z dodatkiem tetraetyloołowiu, a wartości liczb oktanowych podawano arbitralnie na podstawie zawartości tetraetyloołowiu – np. zapis 115 oznaczał, że dane paliwo ma takie same właściwości przeciwstukowe jak izooktan z dodatkiem tetraetyloołowiu w ilości 1,5 g/l. Obie mieszanki (badana i testowa) były spalane w proporcji 1 objętość paliwa na 16 objętości powietrza. Czasami stosowany był podwójny zapis liczby oktanowej – druga liczba określała wartości przeciwstukowe mieszanki paliwowej spalanej w proporcji 1 objętość paliwa na 11 objętości powietrza porównywanej z odpowiednią mieszanką testową spalaną bez zmian proporcji, a zatem liczba 145 oznacza, że paliwo spalane w proporcji 1:11 ma takie same właściwości przeciwstukowe jak izooktan z dodatkiem tetraetyloołowiu w ilości 4,5 g/l spalany w proporcji 1:16. Druga liczba nazywana była liczbą wyczynową (ang. Performance Number) i służyła do określenia właściwości paliwa przy stosowaniu mieszanki „bogatej” (mieszanki o podwyższonej ilości paliwa stosowanej, kiedy należy na krótko osiągnąć jak największą moc silnika).
Współczesne paliwa lotnicze mają liczby oktanowe (MON) nie większe od 100 i nie wyznacza się już liczby wyczynowej.